# Lancashire League (calcio)
Lancashire League è un termine che designa due distinte competizioni calcistiche per club dell'Inghilterra settentrionale.

## Lancashire League (1889-1903)
La Lancashire League originaria fu formata nel 1889 sulla spinta del grande successo che aveva riscosso la English Football League, costituita appena un anno prima. Tra i fondatori della lega figurava il Bury, club che intendeva fondare una competizione regionale che avrebbe consentito alle squadre locali di consolidarsi e ambire all'ammissione nella Football League. 
Anche se la maggior parte dei club della lega provenivano dal Lancashire, la confederazione accettava anche squadre provenienti dal vicino Cheshire, sebbene anche compagini più lontane come il Workington, proveniente dal Cumberland, fecero parte della lega per due stagioni, mentre presentarono domanda di iscrizione anche club quali il Doncaster Rovers, dallo Yorkshire.
La lega fu attiva per quattordici stagioni, fino al 1903, e nel 1903-1904 divenne Second Division della Lancashire Combination. All'epoca la Lancashire League era probabilmente la più competitiva delle due divisioni e in pochi anni molti club della vecchia Lancashire League erano divenuti squadre egemoni della Lancashire Combination.  
Nella Lancashire League militarono vari club che poi ottennero un posto nella Football League: Accrington Stanley, Blackpool, Bury, Crewe Alexandra,   
Liverpool, Nelson, New Brighton Tower, Southport Central, Stockport County.

### Albo d'oro
| List of champions | List of champions  |
| Stagione          | Campione           |
| ----------------- | ------------------ |
| 1889-1890         | Higher Walton      |
| 1890-1891         | Bury               |
| 1891-1892         | Bury               |
| 1892-1893         | Liverpool          |
| 1893-1894         | Blackpool          |
| 1894-1895         | Fairfield          |
| 1895-1896         | Nelson             |
| 1896-1897         | Chorley            |
| 1897-1898         | New Brighton Tower |
| 1898-1899         | Chorley            |
| 1899–1900         | Stockport County   |
| 1900-1901         | Stalybridge Rovers |
| 1901-1902         | Darwen             |
| 1902-1903         | Southport Central  |

### Membri
Facevano parte della lega 47 club e squadre riserve:
- Accrington
- Ashton North End
- Bacup
- Barrow
- Blackburn Park Road
- Blackburn Rovers Reserves
- Blackpool
- Bolton Wanderers Reserves
- Burnley Union Star
- Bury
- Chorley
- Clitheroe
- Crewe Alexandra
- Darwen
- Earlestown
- Fairfield
- Fleetwood Rangers
- Halliwell Rovers
- Haydock
- Heywood Central
- Heywood
- Higher Walton
- Horwich
- Hyde
- Liverpool
- Liverpool South End
- Middleton
- Nelson
- New Brighton Tower
- Oldham County
- Oswaldtwistle Rovers
- Prescot
- Rochdale
- Rossendale
- South Liverpool
- South Shore
- Southport Central
- St Helens Recreation
- St Helens Town
- Stalybridge Rovers
- Stockport County
- West Manchester
- White Star Wanderers
- Wigan County
- Wigan United
- Witton Albion
- Workington

## Lancashire League (1939-oggi)
La seconda Lancashire League fu costituita nel 1939 e nella stagione 1939-1940 era un torneo riservato principalmente alle squadre A della Lancashire Football League. Con lo scoppio della seconda guerra mondiale, però, la competizione fu sospesa dopo un solo anno.
Nel 1949 la lega fu ricostituita e per quasi cinquant'anni rappresentò una competizione riservata in larga parte alle squadre Juniores dei club della Football League originari del Lancashire. Per la maggior parte delle stagioni furono attive due divisioni, anche se per un breve periodo di tempo, dalla fine degli anni '50, le divisioni furono tre. In seguito furono accettate nella lega le squadre riserve di alcuni club non iscritti alla lega e, data la crescente importanza acquisita dalla Football League nello sviluppo del calcio giovanile, la Lancashire League è divenuta una competizione riservata esclusivamente alle squadre riserve dei club non iscritti alla lega. 

### Albo d'oro
| 1939-1940 | Preston North End 'A'              |                         |                      |
| 1949-1950 | Blackpool 'A'                      |                         |                      |
| 1950-1951 | Preston North End 'A'              |                         |                      |
| 1951-1952 | Stockport County Reserves          |                         |                      |
| 1952-1953 | Burnley 'A'                        |                         |                      |
| 1953-1954 | Rochdale Reserves                  |                         |                      |
| 1954-1955 | Manchester United 'B'              |                         |                      |
| Stagione  | Division One                       | Division Two            |                      |
| 1955-1956 | Oldham Athletic Reserves           | Burnley 'B'             |                      |
| 1956-1957 | Burnley 'A'                        | Bolton Wanderers 'B'    |                      |
| Stagione  | Division One                       | Division Two            | Division Three       |
| 1957-1958 | Rochdale Reserves                  | Everton 'B'             | Blackburn Rovers 'C' |
| 1958-1959 | Preston North End 'A'              | Everton 'B'             | Bury 'B'             |
| 1959-190  | Bolton Wanderers 'A'               | Everton 'B'             | Manchester City 'C'  |
| 1960-1961 | Burnley 'A'                        | Bolton Wanderers 'B'    | Liverpool 'C'        |
| Stagione  | Division One                       | Division Two            |                      |
| 1961-1962 | Burnley 'A'                        | Liverpool 'B'           |                      |
| 1962-1963 | Everton 'A'                        | Everton 'B'             |                      |
| 1963-1964 | Everton 'A'                        | Everton 'B'             |                      |
| 1964-1965 | Everton 'A'                        | Manchester United 'B'   |                      |
| 1965-1966 | Liverpool 'A'                      | Liverpool 'B'           |                      |
| 1966-1967 | Everton 'A'                        | Manchester City 'B'     |                      |
| 1967-1968 | Liverpool 'A'                      | Liverpool 'B'           |                      |
| 1968-1969 | Liverpool 'A'                      | Manchester City 'B'     |                      |
| 1969-1970 | Everton 'A'                        | Manchester United 'B'   |                      |
| 1970-1971 | Everton 'A'                        | Blackburn Rovers 'A'    |                      |
| 1971-1972 | Liverpool 'A'                      | Manchester United 'B'   |                      |
| 1972-1973 | Stockport County 'A'               | Liverpool 'B'           |                      |
| 1973-1974 | Wigan Athletic Reserves            | Everton 'B'             |                      |
| 1974-1975 | Everton 'A'                        | Everton 'B'             |                      |
| 1975-1976 | Oldham Athletic Reserves           | Liverpool 'B'           |                      |
| 1976-1977 | Oldham Athletic Reserves           | Liverpool 'B'           |                      |
| 1977-1978 | Liverpool 'A'                      | Burnley 'A'             |                      |
| 1978-1979 | Port Vale Reserves                 | Burnley 'A'             |                      |
| 1979-1980 | Tranmere Rovers Reserves           | Everton 'B'             |                      |
| 1980-1981 | Oldham Athletic Reserves           | Burnley 'A'             |                      |
| 1981-1982 | Wigan Athletic Reserves            | Blackburn Rovers 'A'    |                      |
| 1982-1983 | Liverpool 'A'                      | Oldham Athletic 'A'     |                      |
| 1983-1984 | Manchester United 'A'              | Morecambe Reserves      |                      |
| 1984-1985 | Manchester United 'A'              | Blackburn Rovers 'A'    |                      |
| 1985-1986 | Manchester City 'A'                | Oldham Athletic 'A'     |                      |
| 1986-1987 | Manchester United 'A'              | Preston North End 'A'   |                      |
| 1987-1988 | Manchester United 'A'              | Oldham Athletic 'A'     |                      |
| 1988-1989 | Everton 'A'                        | Manchester United 'B'   |                      |
| 1989-1990 | Manchester United 'A'              | Blackpool 'A'           |                      |
| 1990-1991 | Manchester United 'A'              | Crewe Alexandra 'B'     |                      |
| 1991-1992 | Crewe Alexandra 'A'                | Crewe Alexandra 'B'     |                      |
| 1992-1993 | Manchester United 'A'              | Liverpool 'B'           |                      |
| 1993-1994 | Burnley 'A'                        | Preston North End 'A'   |                      |
| 1994-1995 | Manchester United 'A'              | Manchester City 'B'     |                      |
| 1995-1996 | Manchester United 'A'              | Blackburn Rovers 'B'    |                      |
| 1996-1997 | Manchester United 'A'              | Manchester United 'B'   |                      |
| 1997-1998 | Manchester United 'A'              | Blackburn Rovers 'B'    |                      |
| Stagione  | Division One                       |                         |                      |
| 1998-1999 | Tranmere Rovers 'A'                |                         |                      |
| 1999-2000 | Southport Reserves                 |                         |                      |
| 2000-2001 | Morecambe Reserves                 |                         |                      |
| 2001-2002 | Morecambe Reserves                 |                         |                      |
| 2002-2003 | Morecambe Reserves                 |                         |                      |
| 2003-2004 | Morecambe Reserves                 |                         |                      |
| 2004-2005 | Morecambe Reserves                 |                         |                      |
| 2005-2006 | Morecambe Reserves                 |                         |                      |
| Stagione  | East Division                      | West Division           |                      |
| 2006-2007 | Farsley Celtic Reserves            | Morecambe Reserves      |                      |
| 2007-2008 | Farsley Celtic Reserves            | Workington Reserves     |                      |
| 2008-2009 | Bradford (PA) Reserves             | Fleetwood Town Reserves |                      |
| 2009-2010 | Harrogate Town Reserves            | Southport Reserves      |                      |
| 2010-2011 | Bradford (PA) Reserves             | Bamber Bridge Reserves  |                      |
| 2011-2012 | Thackley Reserves                  | Lancaster City Reserves |                      |
| 2012-2013 | Ossett Albion Reserves             | Lancaster City Reserves |                      |
| 2013-2014 | F.C. United of Manchester Reserves | A.F.C. Fylde Reserves   |                      |